# 西村公児
西村 公児（にしむら こうじ、1967年 - ）は日本の実業家、通販コンサルタント・プロデューサー、株式会社ルーチェ代表取締役社長、一般社団法人インターネット通販協会理事長、多摩大学経営情報学部教員である。

## 人物・経歴
1967年に誕生。大阪府大阪市出身。一部上場通信販売会社に就職し、販売企画から債権回収までの実務を16年間経験後、化粧品メーカーの中核メンバーとして5年間マーケティングに参加した。ITバブルたけなわの時期に退社した。上京してインターネットと販売をメインにプロモーションとマーケティングを加えた4つで事業構築する。
当初、通信販売ではなく大手企業のプロモーションの補助が中心だった。ブレイク中のmixiを中心にSNSを活用した新ビジネスモデルに着目した。SNSでコメントの集計のシステムから集客アップの体系を模索する。2014年3月25日、株式会社ルーチェを設立し、25年以上の通販の実務経験を元に大手企業の実証済フレームをモデリングする。販売・集客・商品のみではなくバランスを重視し、最適化することで商品は売れるとした。実績として大手エステ系企業の通販ビジネスのサポートで売上を200%アップ、ニュージーランドのシンボルフルーツ企業の販売促進支援でレスポンス率を2倍化、健康食品会社の事業開発及び通販支援で新規会員数を2000名増加がある。
なお、社名の「ルーチェ」はイタリア語で「光輝く」の意味で「通販で小売業の変革を実現し、顧客の課題解決への道を照らし続ける」という創業時の思いから名称された。また、多摩大学経営情報学部教員として「ビッグデータの活用法」を講義している。

## 著書
- 『伝説の通販バイブル』（日本経済新聞出版社、 2015年12月16日発行、ISBN 9784532320522、ISBN 4532320526）
- 『小さな会社ネット通販億超えのルール』（すばる舎、2017年12月18日、ISBN 9784799106563、ISBN 4799106562）
- 『好きなことで無理なく毎月10万円稼ぐ方法』（監修 - かんき出版、2019年1月15日、ISBN 9784761273897）